# Carl Axel Aurelius
Carl Axel Aurelius, född 25 september 1948 i Finspångs kyrkobokföringsdistrikt, Östergötlands län, uppvuxen i Linköping, är en svensk teolog och professor som var biskop i Göteborgs stift mellan 2003 och 2011. Han har efter sin pensionering bland annat varit adjungerad professor i kyrkohistoria vid Köpenhamns universitet.

## Biografi
Aurelius studerade vid Lunds universitet 1967–1972 och prästvigdes för Linköpings stift 1972. Han disputerade 1983 för teologie doktorsexamen med avhandlingen Verborgene Kirche: Luthers Kirchenverständnis in Streitschriften und Exegese 1519–1521, som handlar om Martin Luthers kyrkosyn.
Aurelius har stort kunnande om Martin Luther och har medverkat som Luther-expert i Nationalencyklopedin. Han har översatt Luthers företal till Bibeln (1983) till svenska, och hans bok Luther i Sverige - Lutherbilder under tre sekel (1994) presenteras av förlaget som "Utomordentligt insiktsfullt om en ofta förbisedd del av vår mentalitetshistoria". Boken har utkommit i ny och omarbetad upplaga 2015. Hans bok Hjärtpunkten. Evangeliets bruk som nyckel till Augsburgska bekännelsen (1995, översatt till engelska) har kommit ut i 3 upplagor och lästs av många lekmän.
Hans kunnande om Luther är uppmärksammat internationellt, och han stod 1972–1990 i ledningen för Theologische Arbeitsgruppe für Reformationsgeschichtliche Forschung, ett samarbetsorgan för nordiska lutherforskare och kollegor i dåvarande DDR.

## Verksamhet
Efter prästvigningen var han verksam som församlingspräst (1972–1974) och stiftsadjunkt i Linköpings stift 1984–1989. Vid prästmötet i Linköping 1985 var han preses och författade då en prästmötesavhandling om den kristna treenighetsläran med titeln Att bekänna vårt hopp. Han har också arbetat med den moderna kyrkans problem och utgav 1998 boken Under ett enda valv. Folkkyrka i den moderna staden.
År 1989 blev han universitetslektor i religionsvetenskap vid Linköpings universitet och utnämndes till professor i tros- och livsåskådningsvetenskap där 2002. Sedan 2006 är han ledamot av Kungliga Vetenskaps- och Vitterhetssamhället i Göteborg. Åren 1998–1999 tillhörde han kyrkomötets läronämnd som vald ledamot och 1993–1999 Svenska kyrkans teologiska kommitté. Hösten 1999 var han gästprofessor vid Luther Seminary i St. Paul i USA. 
Han blev 1999, med tjänstledighet från sin akademiska tjänst, kyrkosekreterare vid kyrkokansliet och var även där ställföreträdande generalsekreterare en period 2003. År 2003 utnämndes han till biskop i Göteborgs stift och vigdes till biskop den 31 augusti 2003. Hans valspråk som biskop är Christus mihi vita – ”Kristus är för mig livet” (Filipperbrevet 1:21). Som biskop publicerade han 2004 herdabrevet Till mötes.

### Familj
Carl Axel Aurelius far Sam Aurelius var kyrkoherde i Linköpings Johannelunds församling, och hans farfar Erik Aurelius var biskop i Linköpings stift 1927–1935. Kusinen Erik Aurelius var 2004–2012 biskop i Skara stift. De tillhör en av Sveriges allra äldsta nu levande prästsläkter med obruten prästtradition till 1600-talet. Brodern Nils Fredrik Aurelius har varit moderat riksdagsman.